# Чемпіонат Богемії з футболу

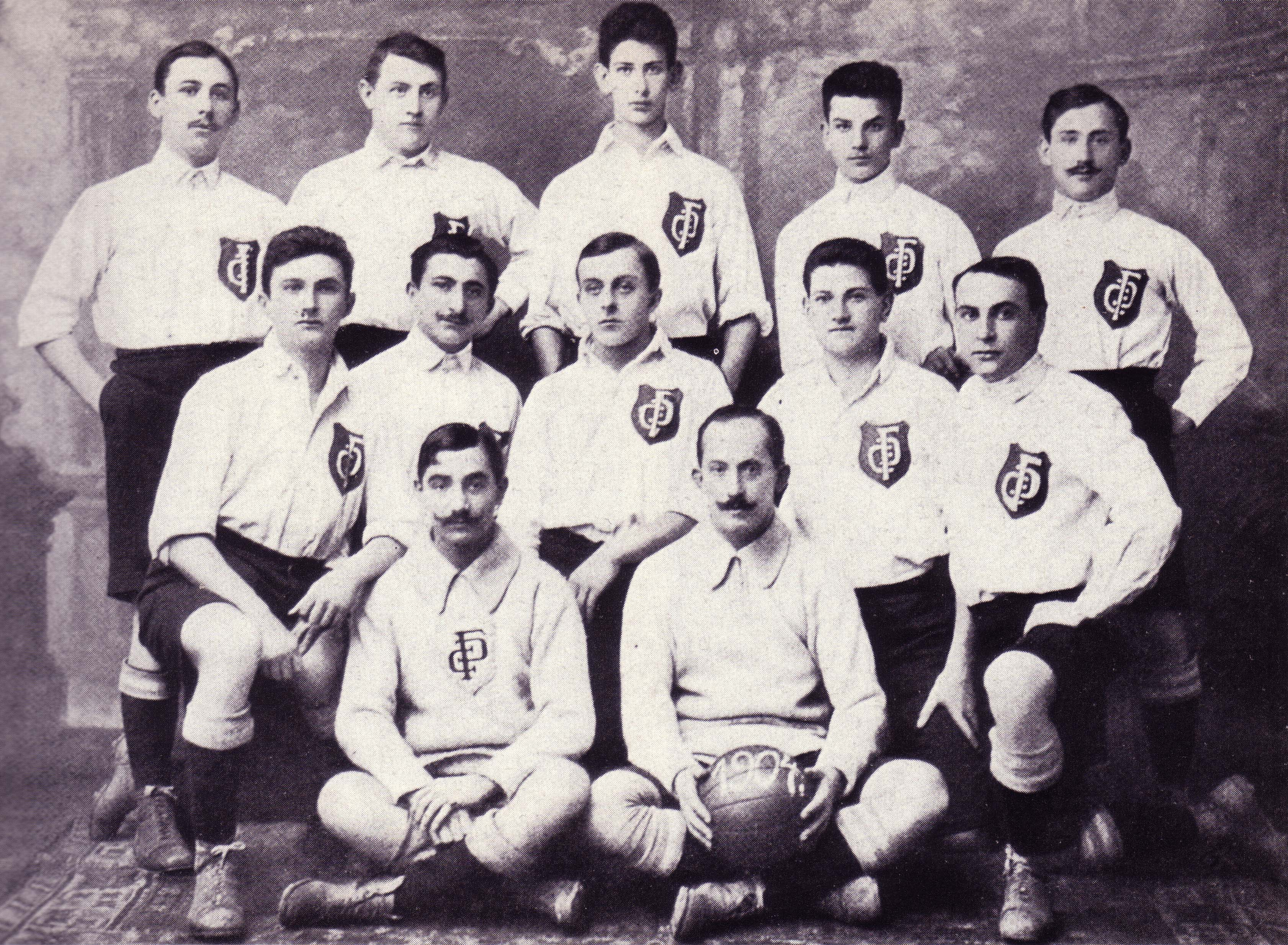
ДФК «Прага»

Чемпіонат Богемії — вищі футбольні змагання на території сучасної Чехії, що з перервами тривали з 1909 по 1917 рік. За цей час було проведено п'ять сезонів, в двох з яких брали участь представники з усієї Чехії — у розіграшах 1912 і 1913 років. Турнір став другим в історії регіону футбольним чемпіонатом після чемпіонату Чехії та Моравії, що розігрувався у 1896—1902 роках
| Сезон | Чемпіон        | Віце-чемпіон            |
| ----- | -------------- | ----------------------- |
| 1909  | Спарта (Прага) | Сміхов                  |
| 1912  | Спарта (Прага) | АФК Колін               |
| 1913  | Славія (Прага) | Моравська Славія (Брно) |
| 1915  | Славія (Прага) | Сміхов                  |
| 1917  | ДФК «Прага»    | Вікторія (Жижков)       |